# Yli-Karttimo
Yli-Karttimo är en sjö i Finland. Den ligger i kommunen Suomussalmi i landskapet Kajanaland, i den nordöstra delen av landet, 600 km norr om huvudstaden Helsingfors. Yli-Karttimo ligger 226,1 meter över havet. Arean är 51,1 hektar och strandlinjen är 6,22 kilometer lång. Sjön  ingår i Uleälvens huvudavrinningsområde.   
I övrigt finns följande vid Yli-Karttimo:
- Ölleri (en sjö)